# Mary Gasparoli

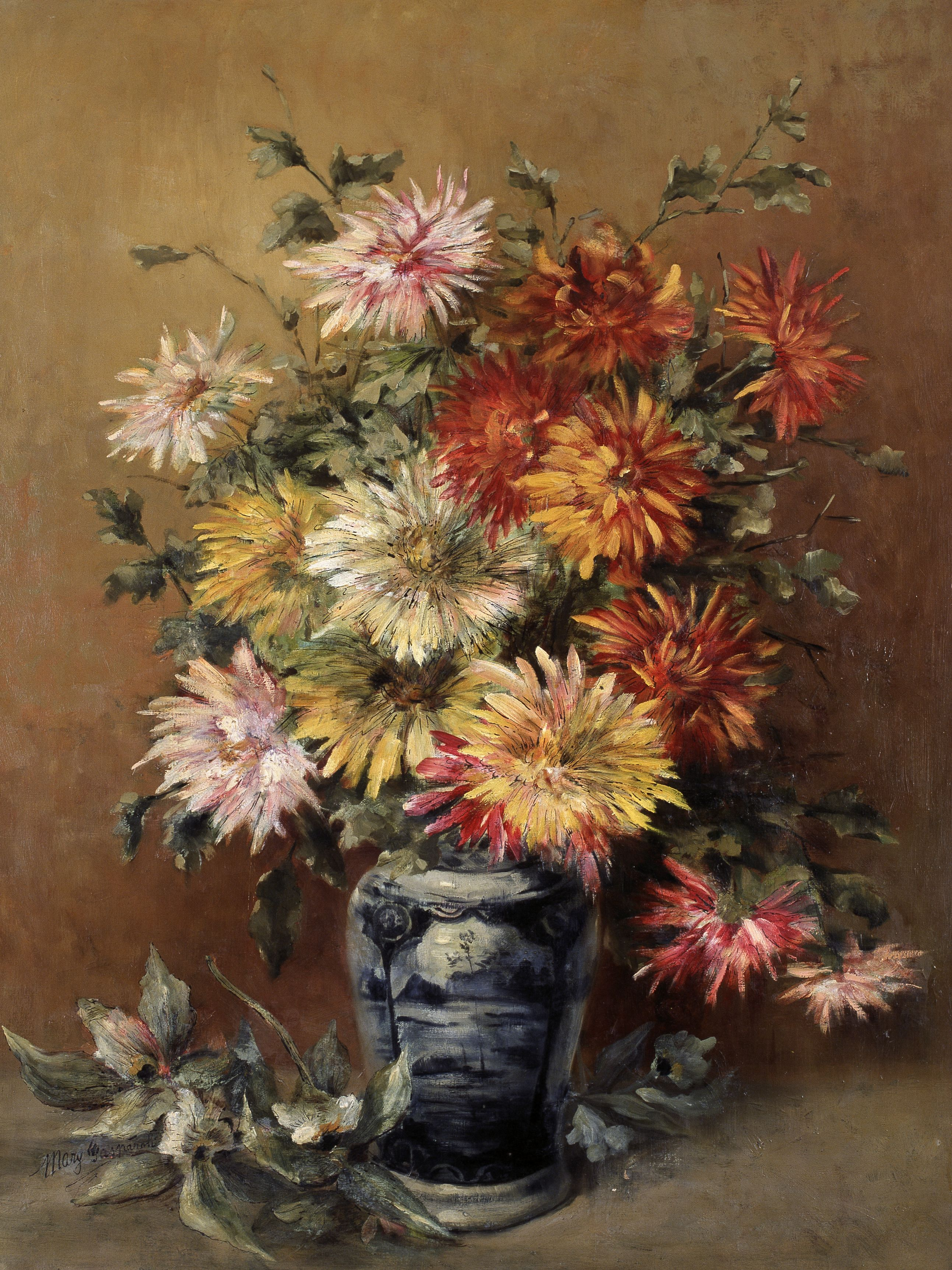
Vaas met bloemen, linksonder gesigneerd 'Mary Gasparoli'.

Mary Gasparoli, eigenlijk Marie Adelaïde Antoinette Gasparoly (Sint-Joost-ten-Node, 19 augustus 1856 – Sint-Lambrechts-Woluwe, 17 februari 1933) was een Belgisch kunstschilderes. Ze wordt foutief ook vermeld als Gasparioli.

## Leven en werk
Mary Gasparoli was een dochter van valet Antoine Gasparoly en hulp in de huishouding Adelaide Alexandrine Flamand.
Gasparoli was leerlinge van Alfred Stevens en schilderde voornamelijk genretaferelen, stillevens en bloemstukken. Ze werkte zowel in olieverf, aquarel als pastel. Ze beschilderde ook ceramiek. Ze was in 1888 stichtend lid van de Cercle des Femmes Peintres en lid van de Cercle Artistique et Littéraire de Bruxelles. Ze woonde in de Breidelstraat 9 in Brussel (omstreeks 1894) en tijdens het interbellum in de Blijde Inkomstlaan 34.

## Tentoonstellingen
- Wereldtentoonstelling 1894, Antwerpen : Veldboeket

## Musea
- Gent, Museum voor Schone Kunsten ("Bloemen")